# يوسف حسن (لاعب كرة قدم مواليد 2003)
يوسف أحمد حسن (مواليد 20 يونيو 2003) هو لاعب كرة قدم مصري يلعب في مركز المهاجم في نادي الزمالك.

## روابط خارجية
- يوسف حسن (مواليد 2003) على موقع قاعدة بيانات كرة القدم.إي يو (الإنجليزية)